# 南鉄太郎

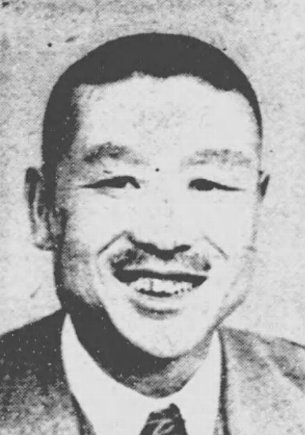
南鉄太郎

南 鉄太郎（みなみ てつたろう、1887年（明治20年）3月29日 - 1944年（昭和19年）9月8日）は、日本の衆議院議員。海軍軍人。弁護士。

## 経歴
兵庫県三原郡賀集村（現在の南あわじ市）出身。1912年（明治45年）、東京帝国大学法科大学独法科を卒業。同大学院で学んだ後、海軍経理学校乙種学生を修了した。海軍では中主計から主計少佐に至った。その間、第十二駆逐隊主計長、臨時南洋群島防備隊附、砲艦「伏見」乗員、海軍経理学校教官、同監事を歴任した。1924年（大正13年）に予備役に編入された後は、弁護士を開業した。
1942年（昭和17年）、第21回衆議院議員総選挙（いわゆる「翼賛選挙」）に兵庫2区（当時）から翼協非推薦で出馬し、当選を果たした。
2年後の1944年（昭和19年）、現職のまま死去した。

## 親族
- 父：南嘉五郎 - 兵庫県議、自由民権運動家
- 弟：綿貫佐民 - 日本自由党衆議院議員。
- 甥：綿貫民輔 - 佐民の長男、衆議院議長。